# بولين بونابرت
بولين بونابرت (بالفرنسية: Pauline Bonaparte) (20 أكتوبر 1780 - 9 يونيو 1825) دوقة غواستالا الأولى وهي أميرة إمبراطورية فرنسية والأميرة الرفيقة لسولمونا وروسانو. كانت الطفلة السادسة لليتيزيا رومالينو وكارلو بونابرت ممثل كورسيكا في بلاط الملك لويس السادس عشر في فرنسا. أخوها الأكبر نابليون أصبح إمبراطور الفرنسيين الأول.
كانت بولين تعتبر أجمل فتيات العائلة وأكثرهن مرحا، وكانت قد ولدت في أجاكسيو في 20 أكتوبر 1780. وفي سن السابعة عشرة تزوجت من الجنرال شارل لوكليرك أحد ضباط نابليون ورافقته إلى سان دومينيك حيث مات بالحمى الصفراء عام 1802.وعادت إلى باريس حيث تزوجت الأمير كاميلو بورغيسي (23 أغسطس 1803) وذهبت لتعيش معه في روما. وبعد فترة قصيرة سئمت المعيشة معه وعادت إلى باريس حيث أرضت نزواتها بطريقة أثارت بعض الفضائح. وفي عام 1806 اتخذت لقب دوقة غواستالا. وأدت معاملتها العدائية للإمبراطورة الجديدة ماري لويز عام 1810 إلى إبعادها من البلاط. وبالرغم من ذلك ففي عام 1814 ذهبت مع المدام مير إلى إلبا، ويقال أنها أفصحت عن رغبتها بأن تنتقل إلى منفى نابليون في سانت هيلينا. وماتت عام 1825 متأثرة بالسرطان. وهناك تمثال معروف لها على هيئة فينوس تستلقي على أريكة وهو من نحت أنطونيو كانوفا.

## بداية حياتها
وُلدت ماريا باولا بونابرت، الطفل السادس لليتيتزيا رامولينو وكارلو بونابرت، ممثل كورسيكا في بلاط الملك لويس السادس عشر ملك فرنسا، في 20 أكتوبر 1780 في أجاكسيو، كورسيكا. كانت تُعرف باسم «باوليتا»، وسرعان ما استعملت أسرتها تهجئة فرنسية لاسم العائلة، «بونابرت». لا يُعرف الكثير عن طفولتها، باستثناء أنها لم تتلق أي تعليم رسمي. بعد وفاة كارلو عام 1785، غرقت العائلة في الفقر المُفقع.
أدلى شقيقها لوتشيانو بونابرت بتعليقات مثيرة للفتنة في نادي اليعاقبة المحلي في صيف عام 1793، ما أجبر العائلة على الفرار إلى العاصمة، حيث عُرفت باوليتا باسم «بوليت». توقف الدخل الذي كسبه بونابرت من مزارع الكروم وغيرها من الممتلكات في كورسيكا بسبب الاحتلال الإنجليزي. اشتد بهم الفقر إلى أن لجأت نساء عائلة بونابرت إلى غسل الملابس مقابل أجر. بغض النظر عن ذلك، فقد تلق أفراد العائلة، مثلهم مثل اللاجئين الكورسيكيين الآخرين بعد الغزو الإنجليزي على راتب من الحكومة. انتقلوا لاحقًا من تولون إلى مرسيليا، حيث قدمها الجنرال نابليون بونابرت، شقيقها الأكبر، إلى لويس ماري ستانيسلاس فريون، حاكم مرسيليا، بغرض زواجها منه، لكن اعترضت ليتيتزيا على ذلك. زوج نابليون، على الرغم من حقيقة حب بولين لستانيسلاس، من الجنرال تشارلز لوكلير في ميلانو المحتلة من فرنسا في 14 يونيو 1797. عاد نابليون إلى باريس وفوض مكتب القائد الأعلى للجيش الفرنسي في إيطاليا إلى صهره. أنجبت بولين ولدًا باسم ديرمايد لويس نابليون في 20 أبريل 1798. للاحتفال، اشترى الجنرال لوكليرك عقار خارج بلدية نوفيلارا بقيمة 160 ألف فرنك فرنسي. أجبر اعتلال صحة لوكلير على الاستقالة من منصبه العسكري في أكتوبر من نفس العام، ونُقل إلى باريس. نُقل مرة أخرى عند وصوله، ولكن إلى بريتاني هذه المرة. مكثت بولين في باريس مع ديرمايد. رحبت لور جونو أبرانتس - دوقة دبرانتيس المستقبلية - ووالدتها، بولين في صالونهم في شارع سان كروا. استولى نابليون على السلطة في انقلاب برومير في 18 نوفمبر 1799: عزل مجلس المديرين، وأعلن نفسه القنصل الأول.

## سانت دومينغ
كانت سانت دومينغ في جزر الهند الغربية (هايتي الحديثة) مستعمرة فرنسية منذ عام 1697، لكنها كانت في حالة تمرد ضد فرنسا منذ عام 1791. أراد نابليون استعادة السلطة الفرنسية هناك، ولذلك نظم رحلة استكشافية، والتي وضع الجنرال لوكلير على رأسها، وعيّنه الحاكم العام للجزيرة. سافر لوكلير وبولين وإبنهمها في 14 ديسمبر 1801، للوصول إلى بريست المستعمرة. بلغ أسطول لوكلير 74 سفينة. استقلت الأسرة الحاكمة أكبر سفينة في الأسطول، والمسماة «لوسيان». بعد رحلة استغرقت 45 يومًا، وصل الأسطول إلى ميناء لو كاب. أمر الحاكم العام الجنرال هنري كريستوف، الذي قاد قوة قوامها 5000 جندي، باستسلام لو كاب للسلطة الفرنسية. بعد فشل كل محاولات المصالحة، هاجم لوكلير المدينة في الليل تحت جنح الظلام. ما جعل كريستوف يستجيب ويدمر لوكاب تدميرًا ساحقًا. في غضون ذلك، تُركت بولين على متن السفينة الرئيسية مع ابنهما. وفقًا للوكير، قال في رسالة مؤرخة في 5 مارس إلى نابليون، «الأحداث الكارثية التي وجدت نفسها [بولين] في وسطها جعلت منها مريضة». نجح لوكلير في جعل زعيم المتمردين توسان لوفرتور يستسلم في مايو.